# Megophtalmidia edwardsiana
Megophtalmidia edwardsiana är en tvåvingeart som beskrevs av Lane 1954. Megophtalmidia edwardsiana ingår i släktet Megophtalmidia och familjen svampmyggor. Inga underarter finns listade i Catalogue of Life.